# اریک مورا
اریک مورا (انگلیسی: Éric Mura؛ زادهٔ ۲۳ ژانویهٔ ۱۹۶۳) بازیکن فوتبال اهل فرانسه است.
از باشگاه‌هایی که در آن بازی کرده‌است می‌توان به باشگاه فوتبال المپیک مارسی، باشگاه فوتبال استراسبورگ، و باشگاه فوتبال باستیا اشاره کرد.